# Santa Maria a Monte
Santa Maria a Monte is een gemeente in de Italiaanse provincie Pisa (regio Toscane) en telt 11.266 inwoners (31-12-2004). De oppervlakte bedraagt 38,3 km², de bevolkingsdichtheid is 294 inwoners per km².

## Demografie
Santa Maria a Monte telt ongeveer 4038 huishoudens. Het aantal inwoners steeg in de periode 1991-2001 met 4,5% volgens cijfers uit de tienjaarlijkse volkstellingen van ISTAT.
| Jaar | Inwoneraantal |
| ---- | ------------- |
| 1991 | 10.373        |
| 2001 | 10.841        |

## Geografie
De gemeente ligt op ongeveer 56 m boven zeeniveau.
Santa Maria a Monte grenst aan de volgende gemeenten: Bientina, Calcinaia, Castelfranco di Sotto, Montopoli in Val d'Arno, Pontedera.

## Geboren
- Romano Fogli (1938-2021), voetballer